# Реакція Відаля
Реакція Відаля (англ. Widal test; Widal reaction to О-, Н-, Vi- antigen) — серологічний тест для діагностики черевного тифу.

## Етимологія
Названа на честь французького науковця Георга Відаля. У 1896 році він розробив методику діагностики черевного тифу на підставі того, що антитіла в крові інфікованої людини спричинюють злипання бактерій у їхній культурі в грудки (тобто аглютинують). Відаль представив ці результати медичному товариству госпіталів Парижа 26 червня 1896 року.

## Сутність
Аглютинація — це класична серологічна реакція, яка призводить до злиття клітинної суспензії специфічним антитілом, спрямованим проти специфічного антигену. Такі тести широко використовуються для виявлення антитіл проти різних патогенних мікроорганізмів у сироватці крові. Реакція ґрунтується на демонстрації наявності аглютиніну (антитіла) у сироватці крові зараженого пацієнта проти H (джгутикових) та O (соматичних) антигенів сальмонели тифу. Хоча остаточний діагноз черевного тифу залежав і залежить від бактеріологічного висіву збудника з крові, але реакція Відала давала можливість збільшити кількість підозрілих на наявність черевного тифу через появу позитивної аглютинації під час гострої хвороби та в періоді реконвалесценції.
У реакції використовується суспензія вбитих тифозних сальмонел як антиген для виявлення в сироватці крові можливих антитіл від підозрюваних пацієнтів, які мають гарячкові захворювання.

## Техніка проведення
Досліджувану сироватку крові від пацієнта розводять і додають пара- і черевнотифозні діагностикуми (стандартні еритроцити, сенсибілізовані антигенами збудника), видержують при температурі +37 °C 2 години. Позитивною вважається реакція, при якій з'явився осад у вигляді білуватих пластівців: при О-аглютинації осад дрібнозернистий, при Н — великими пластинками. При негативній реакції рідина у пробірці мутна, а осад відсутній.

## Значення та застереження
Реакція Відаля не є високоспецифічною, результати необхідно ретельно тлумачити, щоб врахувати можливу наявність антитіл через вакцинацію проти черевного тифу та загальний рівень антитіл у популяціях в ендемічних по ньому районах світу, які могли перехворіти. Значення та клінічне застосування реакції Відаля в країнах розвиненої економіки за останні роки значно зменшилось, і зараз визнано велику кількість антигенно пов'язаних детермінант як тифозних, так і нетифозних сальмонельозних організмів.
2-меркаптоетанол часто додають до субстрату реакції Відаля. Він денатурує антитіла класу IgM, тому якщо після використання цього засобу спостерігається зниження титру, це означає, що IgM були видалені, залишаючи антитіла класу IgG. Ця диференціація класів антитіл є важливою, оскільки дозволяє відрізнити недавню хворобу від перенесеної.
Діагностичним титром реакції вважається не менше ніж 1:200, надалі можливе зростання титру. Одноразовий позитивний результат реакції Відаля має незначне клінічне значення через багато перехресних реакцій, включаючи навіть такі при малярії. Якщо немає бактеріологічної культури збудника черевного тифу, або більш специфічних серологічних реакцій, доказовим вважається чотириразове підвищення титру не менше ніж за тиждень хвороби.